# كرم عنب مونمارتر
 كرم عنب مونمارتر  (بالفرنسية: Vigne de Montmartre) وهو معروف جداً ويعتبر حقل العنب الأخير الذي بقي في باريس لإنتاج النبيذ في حي مونمارتر ويقع في الدائرة الثامنة عشرة في باريس.
وهو يعتبر كأحد المعالم السياحية والمواقع الأثرية في باريس.

## التاريخ
يعود تاريخ وجود الكروم في حي مونمارتر إلى عام 944.
في القرن الثاني عشر، زُرعت الكروم من قبل راهبات دير مونمارتر الذي أسسه أديلايد سافوي.
وبفعل الحاجة المادية للدير قام القائمون عليه ببيع بعض القطع من الكرم. وفي القرن السادس عشر كان حي مونمارتر يعتبر بلدة خارج باريس، وكان معظمم السكان من المزارعين يعملون في مجال زراعة العنب للخمر. زرعت الكروم من أعلى التل إلى السهول المحيطة به. للنبيذ الأبيض والأحمر بالتناوب. ونبيذ مونمارتر معروف تحت أسماء مختلفة: «وبيرتود مغلقة»، و «قطرة الذهبي»...
في القرن السابع عشر فإن نبيذ مونمارتر كان نبيذاً «صغيراً» مخصصاً للاستهلاك المحلي فقط.
وهناك مثل شعبي قديم يسخر من هذا النبيذ الذي يبدو كمدر للبول فقط:
"هذا هو نبيذ مونمارتر
من يشربه بتبول فقط. "

## مهرجان القطاف

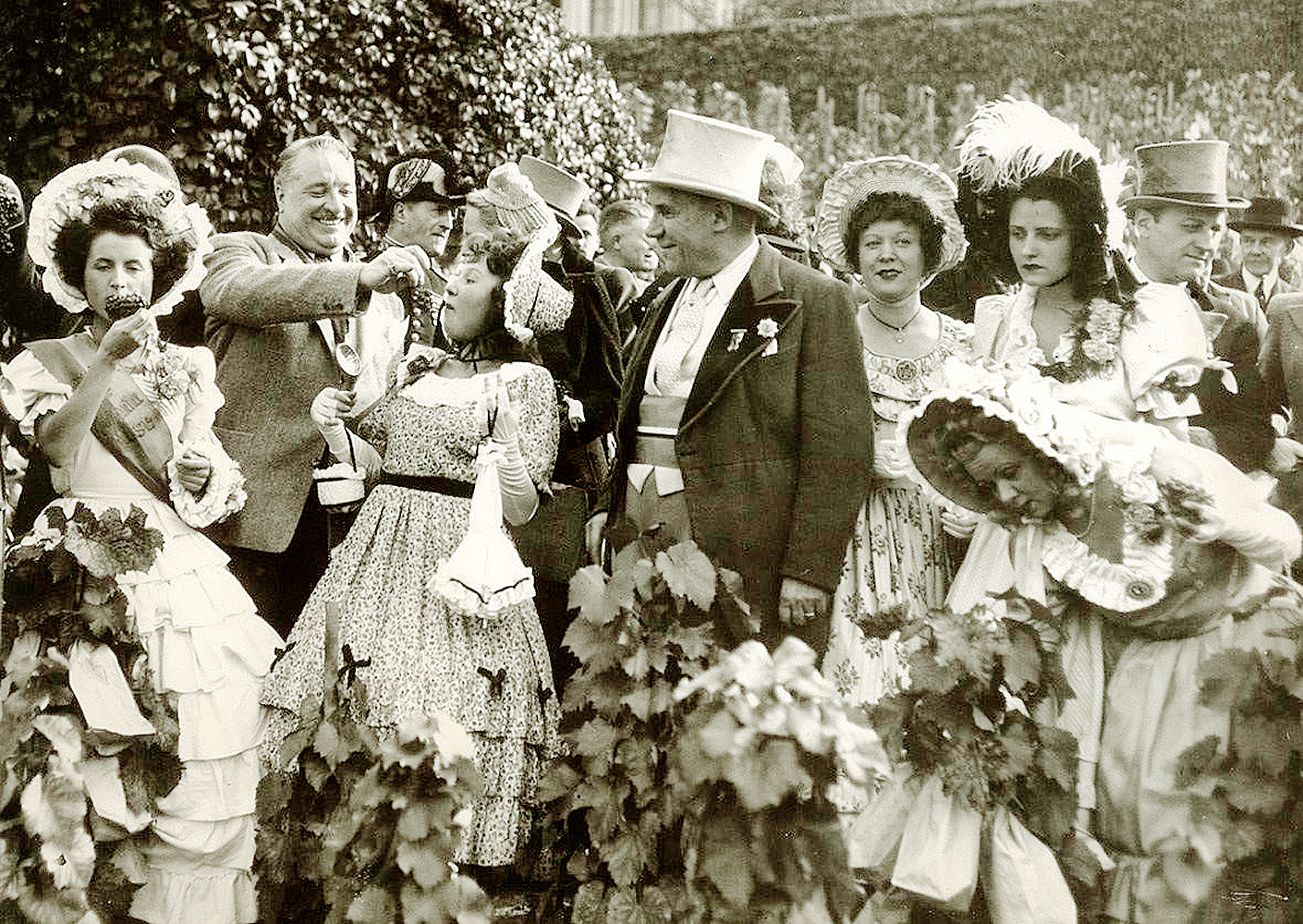
مهرجان قطف العنب في حي مونمارتر في عام 1939

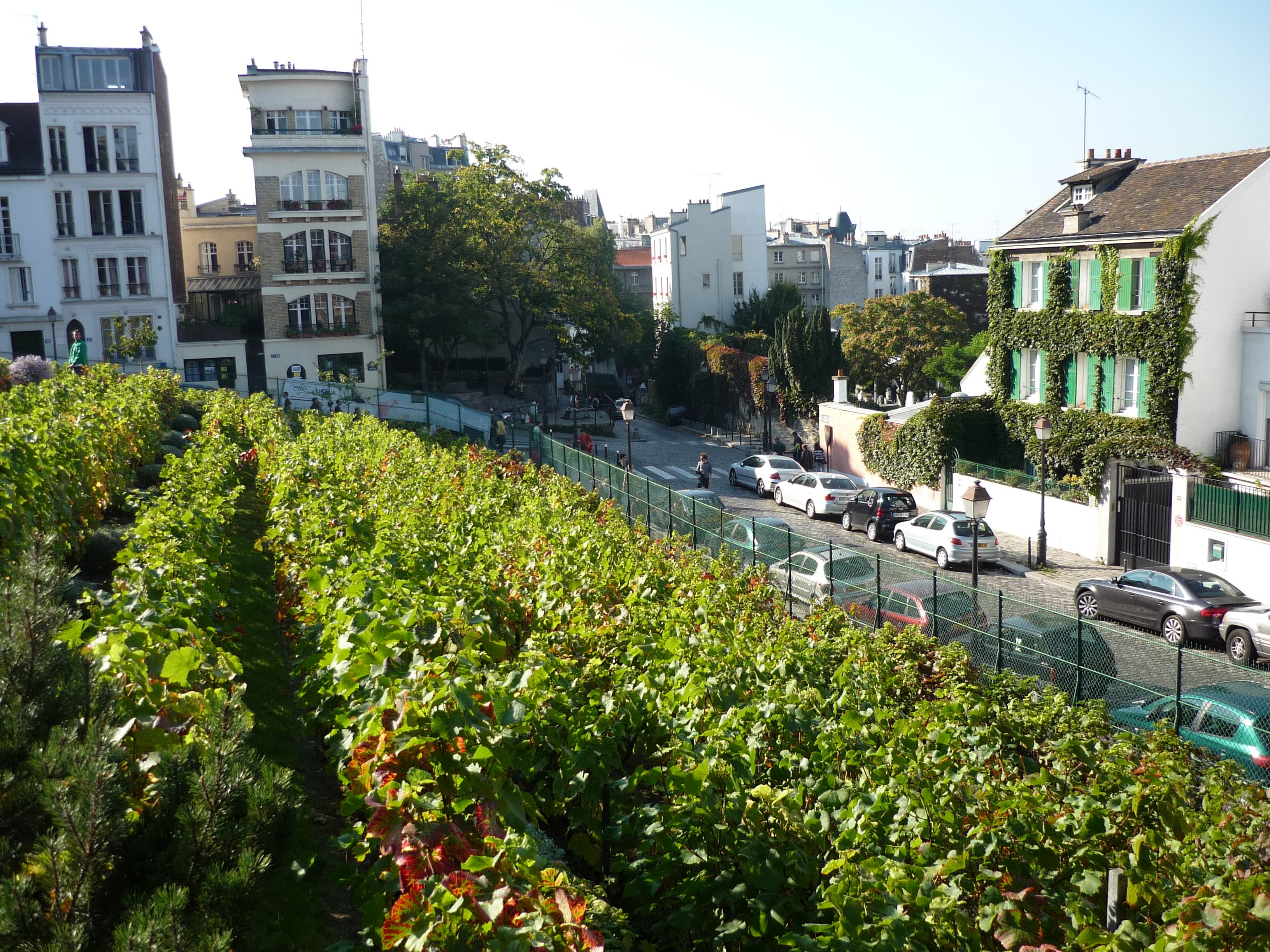
كرم عنب مونمارتر

في كل سنة في شهر تشرين الأول، وكتقليد قديم، يقام في هذا الكرم مهرجاناً لقطف العنب حيث يجتمع العديد من الناس وكثير من السياح الذين يريدون أن يشاركوا في هذا الطقس الجماعي المسلي. في عام 2016 تم قطف 1950 كيلو غرام من العنب. يوخذ العنب ويعصر في أقبية بلدية الدائرة الثامنة عشرة في باريس. ثم يُباع الخمر في المزاد العلني لصالح للأعمال الاجتماعية لهضبة مونمارتر.
الكروم ليست مفتوحة للجمهور إلا خلال مهرجان القطاف،